# 新井政美
新井 政美（あらい まさみ　男性、1953年11月 - ）は、日本の歴史学者。東京外国語大学名誉教授。専門は、トルコ近代史。歴史小説も刊行している。

## 略歴
- 1976年3月 東京大学文学部東洋史学科卒業
- 1979年3月 東京大学大学院人文科学研究科修士課程修了
- 1979年-1981年 イスタンブール大学文学部
- 1984年3月 東京大学大学院人文科学研究科博士課程単位取得退学
- 1984年4月 大阪市立大学文学部助手
- 1986年4月 大阪市立大学文学部講師
- 1989年4月 大阪市立大学文学部助教授
- 1992年10月 東海大学文学部助教授
- 1995年4月 東京外国語大学外国語学部助教授
- 1999年4月 東京外国語大学外国語学部教授
- 2009年4月 東京外国語大学大学院総合国際学研究院教授（大学院重点化により所属変更）
- 2013年10月 トルコ歴史協会（Turk Tarih Kurumu）名誉会員
- 2017年3月 東京外国語大学退職、名誉教授 [1]

## 著書
- Turkish Nationalism in the Young Turk Era (Leiden: Brill, 1992)
- 『トルコ近現代史――イスラム国家から国民国家へ』（みすず書房, 2001年／改訂版2008年）
- 『オスマンvs.ヨーロッパ――「トルコの脅威」とは何だったのか』（講談社選書メチエ, 2002年／講談社学術文庫, 2021年）
- 『オスマン帝国はなぜ崩壊したのか』（青土社, 2009年）
- 編著『イスラムと近代化 共和国トルコの苦闘』（講談社選書メチエ, 2013年）
- 『憲法誕生　明治日本とオスマン帝国 二つの近代』（河出書房新社, 2015年）

### 歴史小説
- 『父は信長』（講談社, 2003年）、『織田信忠: 父は信長 』と改題して（学陽書房<人物文庫> , 2010年）
- 『解死人 次郎左』（河出書房新社, 2018年）、『父は解死人』と改題して（エデビー企画, 2025年）
- 『人生勇気が必要だ』（エデビー企画, 2025年）
- 『父は信長: 第二版』（エデビー企画, 2025年）
- 『蒼天の墜ちたあとに』（エデビー企画, 2025年）

### 訳書
- ジェム・ベハール 『トルコ音楽にみる伝統と近代』（東海大学出版会, 1994年）
- トゥルグット・オザクマン 『トルコ狂乱　オスマン帝国崩壊とアタテュルクの戦争』（鈴木麻矢訳、三一書房, 2008年）。歴史小説の監修[2]。
- M・シュクリュ・ハーニオール 『文明史から見たトルコ革命　アタテュルクの知的形成』（柿崎正樹訳、みすず書房, 2020年）。監訳[3]。